# Джулешть (комуна)
Джулешть, Джулешті (рум. Giulești) — комуна у повіті Марамуреш в Румунії. До складу комуни входять такі села (дані про населення за 2002 рік):
- Бербешть (1535 осіб)
- Джулешть (1178 осіб) — адміністративний центр комуни
- Менестіря (160 осіб)
- Ферешть (493 особи)

Комуна розташована на відстані 411 км на північний захід від Бухареста, 31 км на північний схід від Бая-Маре, 118 км на північ від Клуж-Напоки.

## Населення
За даними перепису населення 2002 року у комуні проживали 3366 осіб.
Національний склад населення комуни:
| Національність | Кількість осіб | Відсоток |
| -------------- | -------------- | -------- |
| румуни         | 3359           | 99,8%    |
| цигани         | 4              | 0,1%     |
| українці       | 2              | 0,1%     |
| угорці         | 1              | < 0,1%   |

Рідною мовою назвали:
| Мова      | Кількість осіб | Відсоток |
| --------- | -------------- | -------- |
| румунська | 3361           | 99,9%    |
| циганська | 4              | 0,1%     |
| угорська  | 1              | < 0,1%   |

Склад населення комуни за віросповіданням:
| Релігія            | Кількість осіб | Відсоток |
| ------------------ | -------------- | -------- |
| православні        | 2452           | 72,8%    |
| греко-католики     | 635            | 18,9%    |
| п'ятдесятники      | 61             | 1,8%     |
| не релігійні       | 13             | 0,4%     |
| бретрени           | 7              | 0,2%     |
| римо-католики      | 2              | 0,1%     |
| лютерани           | 2              | 0,1%     |
| атеїсти            | 2              | 0,1%     |
| не вказали релігію | 2              | 0,1%     |